# Liste des ambassadeurs de France à Saint-Christophe-et-Niévès
La représentation diplomatique de la République française à Saint-Christophe-et-Niévès est située à l'ambassade de France à Castries, capitale de Sainte-Lucie, et son ambassadeur est, depuis 2022, Francis Etienne.

## Représentation diplomatique de la France
Devenues en 1967 un État associé de la Couronne britannique avec Anguilla, les îles de Saint-Christophe et de Niévès s'en séparent en 1971 pour former une fédération, qui devient indépendante du Royaume-Uni le 19 septembre 1983. La France a installé une représentation diplomatique dans les mois qui ont suivi. En revanche, Saint-Christophe-et-Niévès ne dispose pas d'ambassadeur en France, les relations politiques entre les deux pays restant modestes.

## Ambassadeurs de France à Saint-Christophe-et-Niévès
| De   | À    | Ambassadeur         | Résidence |
| ---- | ---- | ------------------- | --------- |
| 1984 | 1987 | Gilbert Bochet      | Castries  |
| 1987 | 1990 | René Bucco-Riboulat | Castries  |
| 1990 | 1992 | Jean-Paul Schricke  | Castries  |
| 1992 | 1996 | Sylvie Alvarez      | Castries  |
| 1996 | 1998 | Hélène Dubois       | Castries  |
| 1998 | 2000 | Claude Losguardi    | Castries  |
| 2000 | 2003 | Henri Vidal         | Castries  |
| 2003 | 2006 | Bernard Venzo       | Castries  |
| 2006 | 2009 | Michèle Sauteraud   | Castries  |
| 2009 | 2013 | Michel Prom         | Castries  |
| 2013 | 2016 | Éric de La Moussaye | Castries  |
| 2016 | 2020 | Philippe Ardanaz    | Castries  |
| 2020 | 2022 | Jacques-Henry Heuls | Castries  |
| 2022 | auj. | Francis Etienne     | Castries  |

## Consulats
Saint-Christophe-et-Niévès dépend de la circonscription consulaire de Sainte-Lucie. La section consulaire est située à Castries, la capitale de Sainte-Lucie, mais il existe un consul honoraire exerçant à Basseterre (Saint Kitts) : Rita Schneider, directrice de l'Alliance française à Basseterre.

### Circonscriptions électorales
Pour l'élection à l'Assemblée des Français de l'étranger, Antigua-et-Barbuda, la Dominique, la Grenade, Saint-Christophe-et-Niévès, Sainte-Lucie et Saint-Vincent-et-les-Grenadines appartiennent à la circonscription électorale de Port-au-Prince comprenant aussi les Bahamas, la Barbade, Cuba, la République dominicaine, Haïti, la Jamaïque et Trinité-et-Tobago (1 siège).
Pour l'élection des députés des Français de l’étranger, Antigua-et-Barbuda, la Dominique, la Grenade, Saint-Christophe-et-Niévès, Sainte-Lucie et Saint-Vincent-et-les-Grenadines dépendent de la 2e circonscription.